# Kulturmarxism
Kulturmarxism, av engelskans Cultural Marxism, är en pejorativ politisk term som bygger på en antisemitisk konspirationsteori baserad på föreställningar om att "judar och personer runt Frankfurtskolan försöker krossa den västerländska kulturen och kristendomen genom kulturkrig, bland annat genom att etablera politisk korrekthet och multikulturalism som norm." Denna teori framförs och används framförallt av opinionsbildare inom den radikala högern och extremhögern i USA och Europa.
Forskare har spårat och kopplat konspirationsteorin till samma idégrund och tradition som det nazistiska uttrycket kulturbolsjevism, som gick ut på att vissa modernistiska konstformer dominerades av judar, och teorin om existensen av en judisk-marxistisk konspiration kallad "judebolsjevism", som går ut på att bolsjevismen i Sovjetunionen skulle varit en rörelse kontrollerad av judar.
Paleokonservativa debattörer och tänkare som amerikanerna Pat Buchanan, William S. Lind och Paul Gottfried har argumenterat för att "kulturmarxism" utgör ett hot mot etablerade moraliska värden och kristendomen.
Begreppen "kulturmarxism" och "kulturmarxister" fick stor uppmärksamhet i samband med terrorattentaten i Norge 2011 då Anders Behring Breivik såg "kulturmarxismen" som en av sina största fiender.
Användare av begreppet tycker att det finns en analogi med ekonomisk marxism. Istället för kamp mellan klasser om makten över produktionsmedlen anser man att "kulturmarxister" ser en makthierarki mellan människor med olika, kön, etnicitet och sexualitet som bör brytas ner.

## Bakgrund
Förespråkarna av konspirationsteorin menar att ett antal progressiva tänkare runt Frankfurtskolan och inom kritisk teori försöker förstöra det västerländska samhället genom kulturkrig och en kulturell erövring, bland annat genom att försöka etablera politisk korrekthet och multikulturalism som norm. Anhängare av konspirationsteorin menar att "kulturmarxister", ofta judar, kontrollerar mycket av Hollywood, massmedia och akademiska institutioner genom vilka de försöker popularisera marxismen och omkullkasta världen till deras kontroll.
Enligt Bill Berkowitz är kulturmarxism en konspirationsteori med en "antisemitisk twist" som drivs av den amerikanska Nya högern i syfte att angripa motståndarna som farliga och ondskefulla. Konspirationsteorins ursprung har delvis kunna spåras till föreställningen om politisk korrekthet, ett begrepp som blev populärt i början av 1990-talet. I boken The Post-War Anglo-American Far Right – A Special Relationship of Hate beskriver Jérôme Jamin att begreppet började användas inom amerikansk ultrakonservativ litteratur efter Berlinmurens fall som konsekvens av att det kommunistiska "röda hotet" försvann, och att begreppet blev allmänt känt efter Anders Behring Breiviks terrorattentat i Norge 2011.
Konspirationsteorin utvecklades i hemliga tidskrifter och myntades inom paleokonservativa kretsar runt Free Congress Foundation i USA. Ledande gestalter är William S. Lind och Kevin B. MacDonald, som båda betonar att Frankfurtskolan var judisk.
Spridning av begreppet tilltog mot slutet av årtiondet och under 2000-talet till följd av Michael Minnicios essä New Dark Age: Frankfurt School and "Political correctness" från 1992. Essän publicerades i Fidelio Magazine av Schiller Institute som är en del av den nyfascistiska LaRouche-rörelsen. Rörelsen publicerade skriften även digitalt. Historiken Martin Jay skrev 2010 att "Vad som började som ett bisarrt Lyndon Larouche-begrepp har blivit allt vanligare för en allt större skara förvirrade och arga. Som fallet med Pat Buchanan visar så har begreppet åtminstone nått utkanten av det mainstreama".
År 1997 gav sig Paul Weyrichs Free Congress Foundation in i debatten mot den politiska korrektheten och benämnde den som "kulturmarxism". Genom William S. Lind, chef för Free Congress Foundations Center for Cultural Conservatism, introducerades begreppet vid en konferens 1998 med det konservativa institutet Accuracy in Academia och 1999 var Lind med och skapade ett en timme långt program vid namn Political correctness: The Frankfurt School. Programmet resulterade
| ” | "...i ett antal nedskrivna sammanfattningar, som återgavs på ett antal högerradikala webbplatser. Dessa sammanfattningar ledde i sin tur till ett gytter av nya filmer som finns på YouTube, som presenterar en udda samling psuedoexperter som upprepar exakt samma åsikter. Budskapet är bedövande förenklat: Allt ont i modern amerikansk kultur, från feminism, positiv särbehandling, sexuell frigörelse och homosexuellas rättigheter, till förfall inom den traditionell utbildning och även miljörörelsen tillskrivs ytterst det försåtliga inflytandet hos medlemmarna vid Institute for Social Research, som kom till USA på 1930-talet. "Kulturmarxismens" ursprung spåras tillbaka till Lukács och Gramsci, men på grund av att dessa inte var emigranter är deras roll inte lika framträdande i berättelsen." | „ |

Den paleokonservative William S. Lind kan ha varit den som bidragit mest till populariseringen av detta perspektiv, delvis genom boken Political correctness: A Short History of an Ideology utgiven av Free Congress Foundation 2004. År 2002 menade Lind att Frakfurtskolan var "helt judisk" och argumenterade:
| ” | "Om vi tittar på det analytiskt, om vi tittar på det historiskt, framträder snabbt exakt vad det är. Politisk korrekthet är kulturmarxism. Det är marxismen översatt från ekonomiska till kulturella termer. Det är en företeelse som inte härstammar från 1960-talets hippies och fredsrörelsen, utan från Första världskriget. Om vi jämför grundsatserna för den politiska korrektheten med den klassiska marxismen är parallellen mycket tydlig." | „ |

Lind menar att den politiska korrektheten har för amerikanska medborgares räkning, i synnerhet inom akademin, inneburit en rädsla att använda fel ord, nedsättande eller stötande begrepp, rasistiska, sexistiska och homofobiska uttryck och att det är något som beror på kulturmarxismen.

## Studier om begreppet
Enligt forskaren Heidi Beirich används begreppet "kulturmarxism" för att demonisera motståndare till konservatism, bland annat "feminister, homosexuella, sekulära humanister, förespråkare av mångkultur, lärare i sex och samlevnad, miljöaktivister, invandrare och svarta nationalister." Bill Berkowitz har sammanfattat konspirationsteorins kärna på följande sätt:
| ” | "I sin kärna är teorins tes att en liten grupp judiska filosofer, som flydde Tyskland på 1930-talet och etablerade sig vid Colombia University i New York, hade utarbetat en oortodox form av "marxism" som tog sikte på det amerikanska samhällets kultur, snarare än ekonomiska system." | „ |

Enligt den grävande journalisten Chip Berlet, som specialiserat sig på studier av högerextrema rörelser, fann konspirationsteorin "kulturmarxism" år 2009 en grogrund inom Tea Party-rörelsen, med bidrag som publiceras i American Thinker och WorldNetDaily som framhävs av vissa Tea Party-webbplatser.
Filosofen och statsvetaren Jérôme Jamin har sagt att "Förutom den globala dimensionen hos konspirationsteorin om kulturmarxism finns även dess innovativa och ursprungliga dimension, som gör det möjligt för dess upphovspersoner att undvika rasistiska diskurser och framställa sig som försvarare av demokratin.". Begreppet "kulturmarxism" används av politiska aktivister som hot i syftet att försvara sina ståndpunkter, förklädd som ett försvar av "demokrati" och "frihet", trots att det enda syftet är att försvara kristna värderingar. Begreppet är även inlånat från USA till Europa för slaget mot "kulturmarxismen" eller dess mer oklar variant "politisk korrekthet". Jamin menar att de som slåss mot "kulturmarxism" betraktar fenomenet som sprunget ur att gårdagens marxister hade svårt att hitta "proletariatet" som skulle kunna stödja marxismens revolutionära målsättningar, varför de behövde skapa ett "nytt proletariat" för att uppnå sina mål. Det nya proletariatet består, enligt konspirationsteoretikerna av:
| ” | "...kvinnor som behöver skyddas från 'machomän', utlänningar från 'rasister', homosexuella från 'homofober', humanister från 'kristna', ungdomsbrottslingar från den 'våldsamma och aggressiva polisen' och så vidare. Enligt teorin är strategin att kulturmarxister måste anklaga sina fiender för att vara rasister, antisemiter, homofober, fascister, nazister och konservativa, vilket möjliggör implementeringen av ett politiskt korrekt språkbruk och förbudet mot kritik av kulturmarxism. Vilket medför, enligt teorin, att det slutgiltiga målet för kulturmarxister är misskreditera institutioner som nationen, hemlandet, traditionella hierarkier, myndigheter, familjen, kristendomen, traditionell moral till förmån för en ultra-jämlik och mångkulturell, rotlös och själlös global nation. | „ |

I konspirationsteorin görs många paralleller mellan ekonomisk marxism och "kulturmarxism" – som två sidor av samma mynt. Jamin tar upp Linds resonemang som exempel: "Båda har som målsättning att skapa ett klasslöst samhälle och därför är båda totalitära ideologier" och att båda formerna av marxism har samma teoretiska grund.
Sociologen Klas Gustavsson tar upp historikern Håkan Blomqvists bok Myten om judebolsjevismen – antisemitism och kontrarevolution där författaren beskriver en antisemitisk retorik som löper samman med en antikommunism och hur myten om judebolsjevismen var en del av Hitlers propaganda där ansvaret för den ryska revolutionen lades på judar och som framställde såväl judar som kommunister som ett hot mot den nationella gemenskapen. Gustavsson menar att det också idag florerar myter om en "judisk-marxistisk-konspiration, men som nu uttrycks med nya ord. Idag är signalorden "kulturmarxism", politisk korrekthet och mångkulturalism. Huvudrollen i denna konspirationsteori tilldelas den omtalade Frankfurtskolan". Gustavsson menar att antisemitismen är en bärande del i föreställningen om konspirationen, och tar upp om en serie artiklar av Anton Stigermark om Frankfurtskolan i Sverigedemokraternas tidning Samtiden och etnologen Karl-Olov Arnstberg blogginlägg om konspirationsteorin där Arnstberg argumenterar för att "[a]ntisemitism betraktas i dag som en mental avvikelse, ett slags sjukdom, vilket vi framför allt kan tacka Frankfurtskolan för", och "att det på 1920- och 30-talen fanns högst förnuftiga skäl till judehatet". Gustavsson tar vidare upp hur Arnstberg beskriver kulturmarxismen som "en parasitär rörelse" och att resonemanget "knyter [så] an till ett antisemitiskt språkbruk".
Kulturvetaren Matthew Feldman som specialiserat sig på fascistisk ideologi och samtida högerextremism i Europa, har spårat terminologin tillbaka till förkrigstidens tyska begrepp "kulturbolsjevism", som var en del av den diskurs som förde Hitler till makten.

## Variationer på konspirationsteorin

### William S. Lind
William S. Lind är en författare för The Free Congress Foundation, en ledande gestalt och stark förespråkare för existensen av en "kulturmarxistisk" konspiration. Som en av de tidigaste progenitorerna till teorin har många av Linds påståenden och idéer blivit varaktiga prejudikat för konspirationsteorin. Lind ser sig själv som kristen och historiker, och erbjuder en kristen tolkning av historien. Han tror att den traditionella västerländska sexualmoralen bidragit till att skydda västerländska kristna samhället från "kulturmarxism". Lind ägnar särskild uppmärksamhet åt homosexualitet och är av uppfattningen att "Homosexualitet är onormalt", men anser att "kulturmarxismen" kan normalisera det:
| ” | "När kulturmarxisterna idag vill normalisera homosexualitet anför de inte filosofiska argument för saken. Istället sänder de TV-serie efter TV-serie in i varje amerikans hem där den enda normalt verkande vita mannen är homosexuell (Frankfurtskolans nyckelpersoner tillbringade krigsåren i Hollywood)." | „ |

Lind är en stark kritiker mot politisk korrekthet vilket han menar är "intellektuell AIDS" och att Frankfurtskolan är platsen där politisk korrekthet, som vi känner den, utvecklades: "Svaret på frågan 'vem stal vår kultur?' är Frankfurtskolans kulturmarxister" Enligt människorättsorganisationen Southern Poverty Law Center är Lind antisemit:
| ” | [Lind har] odlat vänskap på några anmärkningsvärda platser. Den 15 juni [2002], vid en stor konferens för Förintelseförnekelse i Washington, D.C. - anordnad av en veteran inom antisemitiska kretsar, Willis Carto – höll Lind ett väl mottaget tal inför cirka 120 "historierevisionister", konspirationsteoretiker, nynazister och andra antisemiter, om att han identifierat en liten grupp personer som han menade hade förgiftat amerikansk kultur. Genom denna poäng skapade Lind en kraftfull relation med sina lyssnare. 'Killarna var alla judar", sa han. | „ |

### Paul Weyrich
Paul Weyrich var en amerikansk konservativt religiös politisk aktivist aktiv inom den amerikanska Nya högern. Han var medgrundare till konservativa tankesmedjor, som Heritage Foundation, Free Congress Foundation (FCF) och Legislative Exchange Council (ALEC).
Weyrich var likt Lind viktig för spridningen av konspirationsteorin, dels genom att ge William S. Lind utrymme och plattform att popularisera konspirationsteorin, dels genom att själv framföra sina ståndpunkter. År 1999 sände Weyrich ett brev till The National Center for Public Policy Research, som av stor betydelse ställde argumentationen om politisk korrekthet/kulturmarxism i relation till samhällets utveckling han beskrev som degenerativ och "en kulturell kollaps av historisk magnitud."
I brevet uttrycker Weyrich sin besvikelse över att konservatismen tappat mark som kulturell kraft och menar att "kulturen vi lever i blir ett allt bredare avlopp", och upprepar i generella termer konspirationen bakom detta "De som uppfann politisk korrekthet, som vi mer exakt kallar 'kulturmarxism', gjorde detta medvetet". "Kulturmarxismen" beskrivs som främmande, fientlig och skapare av rädda människor som inte vågar yttra sig, vilket medför att man "inte kan närma sig sanningen" inom vissa ämnen utan att bli kallad rasist, sexist, homofob, okänslig och fördömande. Han anser att "kulturmarxismen" lyckas i sitt krig mot "vår kultur", men frågar sig om det är ogörligt att komma undan samhällets kulturella upplösningstillstånd. Weyrich fortsätter med att föreslå en strategi för konservatismen, en strategi som innebär separatism och privata kulturinstitutioner:
| ” | "Jag tror vi måste titta på en rad möjligheter för att kringgå de institutioner som kontrolleras av fienden. Om vi satsar våra krafter på att bekämpa dem på deras hemmaplan, kommer vi förmodligen inte uppnå vad vi hoppas, och bli utmattade. Det lovande med en separatistisk strategi är att den har mer att göra med vilka vi är och vad vi blir, än vad det har med vad den andra sidan gör och vad vi kommer gör åt det." | „ |

Detta tolkades allmänt som att Weyrich uppmanade till reträtt från politiken, men han deklarerade omgående att så inte var fallet.
Statsvetaren och historiken Mike O'Meara gjorde 2009 en recension av Weyrichs och Linds bok The Next Conservatism från samma år och menar att kulturkonservativa Free Congress Foundation "förespråkar skapandet av parallella institutioner för att motverka de dominerande kulturella vänsterkrafterna [liberaler, socialister, kommunister med mera]". I The Next Conservatism framför Weyrich och Lind ståndpunkten att kultur är starkare än politik på grund av sin kraft att påverka det vardagliga livet. Trots konservativa framgångar i val, förvärras situationen i landet stadigt eftersom vänstern fortsätter underminera den kristna västvärlden med oordning och perversion. De menar att när konflikten mellan konservatismen och liberalismen resulterade i liberalismens förlust ersattes liberalismen med en ny ideologi bestående av politisk korrekthet och mångkulturalism. Denna ideologi var "kulturmarxismen", utvecklad av Frankfurtskolan och ämnad att krossa den kristna västerländska civilisationen. O'Meara förhåller sig kritisk till Weyrichs och Linds uppfattning av "kulturmarxism":
| ” | "Det Lind och Weyrich kallar 'kulturmarxism' och skuldbelägger merparten av dagens oordning är, enligt min mening, att bli betraktad som en form av 'kulturliberalism'" | „ |

Vidare påpekar O'Meara att en stor del av Frankfurtskolan skrifter inte ännu översatts till engelska när 1960-talets kulturella revolution ägde rum, och jämför Weyrich och Linds reduktionistiska koncept om "kulturmarxism" med den "vulgära antisemitism som ofta återfinns i vitnationalistiska kretsar – den typ av tänkande som härleder allt fel med det vita samhället till allsmäktiga judar."

### Pat Buchanan
Pat Buchanan ses av somliga som traditionellt konservativ, av andra som konservativ populist. Han har också beskrivits som en ledande figur inom paleokonservatismen. Han är också känd för sin hårdföra attityd mot immigranter, homosexuella och sekulära, vilket har gjort att han även betraktas som extremist.
I flera tal och skrifter av Buchanan fördömer han konspirationsteorin som en syntes av marxism, materialism, sekularism, ateism, individualism och egalitarism. I bedömningen av "kulturmarxismens" början citerar han verk av Gerald Atkinson, John Fronte och Raymond Raehn och placerar startpunkten någonstans mellan ryska revolutionen 1917 och 1930-talet. Attacken mot det kristna amerikanska samhället har skett genom utbildningssystemet, offentliga och privata institutioner som format folkopinionen: "Idag berövas barnen sin oskuld vid många skolor. Deras sinnen blir förgiftade mot sitt judeo-kristna arv, emot Amerikas hjältar och emot amerikansk historia, emot värdet av tro och familj och land."
Hos Pat Buchanan finns en närhet mellan koncepten "New World Order" (svenska: den nya världsordningen), "kulturmarxism" och "politisk korrekthet". Den nya världsordningen görs möjlig genom "kulturmarxismen" som tränger in i medvetandet hos massorna. Den politiska korrektheten är vapnet som används av enligt förespråkare av konspirationsteorin, i syfte att förhindra kritik mot "denna nya världsordning".
I James Jeager-dokumentären Cultural Marxism: The corruption of America framför Buchanan att en anti-kristen, anti-gud, anti-traditionell form av militant sekularism har medfört en kulturell revolution som delvis var en sexuell revolution, vilket resulterade i kulturmarxismen som den dominanta formen av kultur i USA. Han betraktar 1960-talet som en brytpunkt då kulturkriget blev ett nationellt fenomen och att sekularismen fått fäste i akademin, bland intellektuella, i underhållningsbranschen i Hollywood, delar av politiken, men inte hela nationen. Han anser att den är starkare än tidigare och att detta är grunden för det kulturkrig USA genomgår, som delat nationen i två:
| ” | "Vi är två länder moraliskt, socialt, kulturellt och teologiskt. Och kulturella krig tillåter inte fredlig samexistens - antingen vinner den ena sidan eller den andra /.../ Vi vann Kalla kriget mot den politiska och ekonomiska marxismen, men har förlorat kulturkriget mot kulturmarxismen, som jag tror mer eller mindre vunnit i USA, eller är den dominerande kulturen." | „ |

### Jordan Peterson
Jordan Peterson, professor emeritus i klinisk psykologi, har frekvent refererat till och populariserat konspirationsteorin. Peterson menar att marxister skulle gynnas av postmodernistisk filosofi.

### Citatförteckning
1. ↑   Notera att Daniel Estulins bok citerar denna essä och att Free Congress foundations program var inspirerad av densamma.[17]
2. ↑  "What began as a bizarre Lyndon Larouche coinage has become thecommon currency of a larger and larger public of addled enragés. As the case of Pat Buchanan shows, it has entered at least the fringes of the mainstream."[17]
3. ↑  "...spawned a number of condensed textual versions, which were reproduced on a number of radical right-wing sites. These in turn led to a welter of new videos now available on You Tube, which feature an odd cast of pseudo-experts regurgitating exactly the same line. The message is numbingly simplistic: all the ills of modern American culture, from feminism, affirmative action, sexual liberation and gay rights to the decay of traditional education and even environmentalism are ultimately attributable to the insidious influence of the members of the Institute for Social Research who came to America in the 1930's. The origins of "cultural Marxism" are traced back to Lukács and Gramsci, but because they were not actual émigrés, their role in the narrative is not as prominent."[17]
4. ↑  "these guys were all Jewish"[16]
5. ↑  "If we look at it analytically, if we look at it historically, we quickly find out exactly what it is. Political Correctness is Cultural Marxism. It is Marxism translated from economic into cultural terms. It is an effort that goes back not to the 1960s and the hippies and the peace movement, but back to World War I. If we compare the basic tenets of Political Correctness with classical Marxism the parallels are very obvious."[26]
6. ↑  "feminists, homosexuals, secular humanists, multiculturalist, sex educators, environmentalist, immigrants, and black nationalists."[27]
7. ↑  "In a nutshell, the theory posits that a tiny group of Jewish philosophers who fled Germany in the 1930s and set up shop at Columbia University in New York City devised an unorthodox form of "Marxism" that took aim at American society's culture, rather than its economic system."[16]
8. ↑  "Next to the global dimension of the Cultural Marxism conspiracy theory, there is its innovative and original dimension, which lets its authors avoid racist discourses and pretend to be defenders of democracy."[8]
9. ↑  "...women to be protected against 'macho men'; foreigners protected from 'racist nationals'; homosexual people from 'homophobes'; humanists from 'christians'; juvenile delinquents against 'violent and aggressive police' and so forth. Regarding strategy, the theory states that Cultural Marxists must accuse their enemies of being racists, anti-Semites, homophobes, fascists, Nazis and conservative, which allow for the implementation of a 'politically correct' language, and the banning of criticism of Cultural Marxism. As such, the ultimate goal of Cultural Marxists, according to the theory, is to discredit institutions such as the nation, the homeland, traditional hierarchies, authority, family, Christianity, traditional morality in favour of the emergence of an ultra-egalitarian and multicultural, rootless and soulless global nation."[8]
10. ↑  "Both, he explains, aim to create a classless society and so both are totalitarian ideologies."[8]
11. ↑  "Today, when the cultural Marxists want to do something like “normalize” homosexuality, they do not argue the point philosophically. They just beam television show after television show into every American home where the only normal-seeming white male is a homosexual (the Frankfurt School’s key people spent the war years in Hollywood)."[10]
12. ↑  "Political Correctness is intellectual AIDS"[31]
13. ↑  "The basic answer to the question 'Who stole our culture?' is the cultural Marxists of the Frankfurt School."[31]
14. ↑  "...cultivating friends in some remarkable places. This June 15, at a major Holocaust denial conference put on by veteran anti-Semite Willis Carto in Washington, D.C., Lind gave a well-received speech before some 120 "historical revisionists," conspiracy theorists, neo-Nazis and other anti-Semites, in which he identified a small group of people who he said had poisoned American culture. On this point, Lind made a powerful connection with his listeners. 'These guys,' he explained, 'were all Jewish.'"[9]
15. ↑  "In truth, I think we are caught up in a cultural collapse of historic proportions, a collapse so great that it simply overwhelms politics".[32]
16. ↑  "The culture we are living in becomes an ever-wider sewer"[32]
17. ↑  "Those who came up with Political Correctness, which we more accurately call "Cultural Marxism," did so in a deliberate fashion."[32]
18. ↑  "I think that we have to look at a whole series of possibilities for bypassing the institutions that are controlled by the enemy. If we expend our energies on fighting on the "turf" they already control, we will probably not accomplish what we hope, and we may spend ourselves to the point of exhaustion. The promising thing about a strategy of separation is that it has more to do with who we are, and what we become, than it does with what the other side is doing and what we are going to do about it."[32]
19. ↑  "advocates the creation of parallel institutions to counter the dominant left cultural forces"[33]
20. ↑  "What Lind and Weyrich call 'cultural Marxism' and blame for much of the current disorder ought, more accurately in my view, to be seen as a form of 'cultural liberalism'."[33]
21. ↑  "the vulgar anti-Semitism often found in white nationalist ranks – the sort that thinks everything wrong with white society is attributable solely to the omnipotent Jews."
22. ↑  "But today, in too many of our schools our childern are being robbed of their innocence. Their minds are being poisoned against their Judeo-Christian heritage, against America's heroes and against American history, against the value of faith and family and country."[8]
23. ↑  "We are two countries morally, and socially, and culturally, and theological. And cultural wars does not lend them self to peaceful coexistence - one side privails or the other prevails /.../ We won the Cold War with political and economical communism - We've lost the cultural war with Cultural Marxism, which i think has prevailed pretty much in the US, or is now the dominant culture."[34]

### Notförteckning
1. ↑  Lind, William S. (2008). Who stole our culture?. Läst 21 januari 2015.
2. 1 2  Gottfried, Paul (2004). The Strange Death of Marxism: The European Left in the New Millennium. sida 65-67, University of Missouri Press, 2005. 0-8262-1597-1. (Bokrecension av Brent Nelson). Läst 13 december 2015.
3. 1 2  Grumke, Thomas (2004). "Take this country back!" i Die Neue Rechte - eine Gefahr für die Demokratie?, s. 175-181. ISBN 3810041629.
4. ↑  Svenska Dagbladet (2011), Säpo granskar terrormanifest. Läst 21 januari 2015.
5. 1 2 3  Richardson, John (2015). "‘Cultural-Marxism’ and the British National Party: a transnational discourse" i Cultures of Post-War British Fascism av Copsey och Richardson, Routledge. Läst 21 januari 2015.
6. ↑  http://www.blueagle.com/editorials/Lind_982.htm
7. ↑  Gottfried, Paul (2011). Yes Virginia (Dare), There Is A "Cultural Marxism". vdare.com. Läst 21 januari 2015.
8. 1 2 3 4 5 6 7 8 9 10 11 12 13  Jamin, Jérôme (2014). "Cultural Marxism and the Radical Right" (ss. 84-103), i The Post-War Anglo-American Far Right: A Special Relationship of Hate av Anton Shekhovtsov och Paul Jackson, Palgrave Pivot. ISBN 9781137396198. Läst 14 januari 2015.
9. 1 2 3  Potok, Mark (2002, nr 107) "Ally of Christian Right Heavyweight Paul Weyrich Addresses Holocaust Denial Conference". Southern Poverty Law Center. Läst 21 januari 2015.
10. 1 2 3  Lind, William S. "What is Cultural Marxism?" Arkiverad 19 april 2015 hämtat från the Wayback Machine., från marylandthursdaymeeting.com, Free Congress Foundation. Läst 21 januari 2015.
11. ↑  Hultberg, Nelson (2010). "Cultural Marxism: The Corruption of America". The Daily Bell. Läst 21 januari 2015.
12. ↑  Jaeger, James. "Cultural Marxism for Dummies". Jaeger Research Institute. Läst 21 januari 2015.
13. ↑  James Jaeger Film (2011). Cultural Marxism: The Corruption of America. Läst 15-21 januari 2015.
14. 1 2  Gustavsson, Klas (2015). Från ”dårarnas socialism” till myten om ”kulturmarxismen”. Svenska kommittén mot antisemitism. Läst 20 juli 2015.
15. ↑  ”Därför lever myten om den judiska konspirationen - DN.SE”. http://www.dn.se/kultur-noje/kulturdebatt/darfor-lever-myten-om-den-judiska-konspirationen/. Läst 24 juli 2015.
16. 1 2 3 4  Berkowitz, Bill (2003), "Reframing the Enemy: ‘Cultural Marxism’, a Conspiracy Theory with an Anti-Semitic Twist, Is Being Pushed by Much of the American Right." Intelligence Report. Southern Poverty Law Center, Summer. https://web.archive.org/web/20040207095318/http://www.splcenter.org/intel/intelreport/article.jsp?aid=53&printable=1
17. 1 2 3 4 5 6  Jay, Martin (2010), "Dialectic of Counter-Enlightenment: The Frankfurt School as Scapegoat of the Lunatic Fringe Arkiverad 24 november 2011 hämtat från the Wayback Machine.". Salmagundi (hösten 2010-vintern 2011, 168–169): 30–40.
18. ↑  Atkins, Steven E. (2011). Encyclopedia of Right-Wing Extremism In Modern American History. ABC-CLIO. sid. 108. ISBN 1-59884-350-8. http://books.google.com/books?id=X7ad8GzRf0QC&pg=PA108
19. ↑  "New Dark Age: Frankfurt School and 'Political Correctness'", Schiller Institute
20. ↑  Michael Minnicino (1994), Freud and the Frankfurt School Arkiverad 14 november 2015 hämtat från the Wayback Machine. (Schiller Institute 1994), del av "Solving the Paradox of Current World History", en konferensrapport publicerad i Executive Intelligence Review
21. ↑  Lind, William S., "What is 'Political Correctness?," Essays on our Times, Free Congress Foundation, Nr 43, mars 1997.
22. ↑  Raehn, Raymond V., "The Historical Roots of 'Political Correctness,'", Essays on our Times, Free Congress Foundation, Nr 44, Juni 1997.
23. ↑  The Origins of Political Correctness: An Accuracy in Academia Address by Bill Lind. Essä presenterat vid Accuracy in Academia 13:e årliga sommarkonferens, Juli 1998.
24. ↑  Beirich, Heidi och Hicks, Kevin (2009), "White Nationalism in America", in Perry, Barbara (redaktör), Hate Crimes: Understanding and defining hate crime. Greenwood Publishing Group, sida 118f
25. ↑  Lind, William S. (ed, 2004), Political Correctness: A Short History of an Ideology, Free Congress Foundation, November 2004.
26. 1 2  Lind (2000) The Origins of Political Correctness: An Accuracy in Academia Address
27. ↑  Perry; Beirich, Heidi (2009). Hate crimes [vol.5]. Westport, Conn.: Praeger Publishers. sid. 119. ISBN 0275995690. https://books.google.com.au/books?id=M7p6TDR1zwcC&pg=PA109&dq=Heidi+Beirich+Cultural+Marxism&hl=en&sa=X&redir_esc=y#v=onepage&q=noires&f=false. Läst 12 december 2012
28. ↑  Barlet, Chip. ”Collectivists, Communists, Labor Bosses, and Treason: The Tea Parties as Right-Wing Populist Counter-Subversion Panic”. Critical Sociology 38 (4):  sid. 565–587. doi:10.1177/0896920511434750. ISSN 0896-9205. Arkiverad från originalet den 15 november 2015. https://web.archive.org/web/20151115213944/http://crs.sagepub.com/content/38/4/565.abstract. Läst 12 december 2015. Arkiverad 15 november 2015 hämtat från the Wayback Machine.
29. ↑  Truman, David. ”What is Cultural Marxism?”. Australian Tea Party. Arkiverad från originalet den 8 december 2015. https://web.archive.org/web/20151208003009/http://austeaparty.com.au/web/cultural-marxism/. Läst 13 december 2015.
30. ↑  Feldman, Matthew; Griffin, Roger (redaktör) (2003). Fascism: Fascism and culture (1). New York: Routledge. sid. 343. ISBN 978-0415290180. https://books.google.com.au/books?id=MOH4yTFvBokC&pg=PA343&lpg=PA343&dq=Cultural+Marxism. Läst 13 december 2015
31. 1 2 3  Lind, William S.. ”PC Marxist Roots Unearthed”. Free Congress Foundation. http://www.blueagle.com/editorials/Lind_982.htm. Läst 13 december 2015.
32. 1 2 3 4  Weyrich, Paul M. (2009). Letter to Conservatives by Paul M. Weyrich. National Center for Public Policy Research. Free Congress Foundation. Läst: 13 december 2015.
33. 1 2  O'Meara, Michael (2009). The Next Conservatism?. The Occidental Quarterly. Läst 13 december 2015.
34. ↑  Jaeger, James. ”Cultural Marxism: The corruption of America”. https://www.youtube.com/watch?v=gIdBuK7_g3M. Läst 14 december 2015.
35. ↑  Moyn, Samuel (13 november 2018). ”Opinion | The Alt-Right’s Favorite Meme Is 100 Years Old” (på amerikansk engelska). The New York Times. ISSN 0362-4331. https://www.nytimes.com/2018/11/13/opinion/cultural-marxism-anti-semitism.html. Läst 24 augusti 2021.
36. ↑  ”Postmodernism and Cultural Marxism | Jordan B Peterson”. https://www.youtube.com/watch?v=wLoG9zBvvLQ. Läst 24 augusti 2021.